# Trybliophorus octomaculatus
Trybliophorus octomaculatus is een rechtvleugelig insect uit de familie Romaleidae. De wetenschappelijke naam van deze soort is voor het eerst geldig gepubliceerd in 1831 door Jean Guillaume Audinet Serville.